# Peter Matthews (Sportstatistiker)
Peter John Matthews (* 6. Januar 1945 in Fareham; † 9. September 2023 in Great Amwell) war ein britischer Sportkommentator und Sportstatistiker.

## Leben
Peter Matthews wurde 1966 Mitglied der NUTS, der National Union of Track Statisticians. Bei den British Commonwealth Games 1970 in Edinburgh war er als Stadionsprecher tätig. Diese Funktion übernahm Matthews erneut in den 2000er Jahren, als er bei den Commonwealth Games 2002 in Manchester, den Leichtathletik-Hallenweltmeisterschaften 2003 in Birmingham und bei den Leichtathletik-Europameisterschaften 2006 in Göteborg durch das Programm führte.
Von 1975 bis 1985 war Matthews als Leichtathletik-Kommentator für die BBC tätig, danach von 1985 bis 1996 für ITV. Später war er bei Channel 4 und bei Sky Sports tätig. Von 2012 bis 2019 kommentierte er bei europäischen Leichtathletikveranstaltungen den Livestream.
Ab 1980 gab Matthews jährlich das Jahrbuch der NUTS heraus. Ab 1984 war er bis 2019 Herausgeber des etwa 600 Seiten starken Jahrbuchs der ATFS, der Association of Track and Field Statistics. Zusammen mit Mel Watman verfasste er von 1993 an den wöchentlich erscheinenden Newsletter Athletics International, eine umfassende Ergebnisübersicht der Leichtathletik weltweit. Von 1991 bis 1995 war er außerdem Herausgeber des Guinness Book of Records.
Neben seiner journalistischen und publizistischen Tätigkeit war Matthews 25 Jahre lang Vorsitzender des Vereins Borough of Enfield Harriers und des Nachfolgevereins Enfield and Haringey AC. Von 2009 bis 2018 war er Präsident der UK Counties Athletics Union.
2009 wurde Matthews mit dem Ron Pickering Memorial Award for Services to Athletics geehrt, 2018 wurde er in die England Athletics hall of fame aufgenommen.

## Werke (Auswahl)
- Piccolo encyclopedia of sport, 1975
- The Guinness Encyclopedia of International Sports Records ans Results, Guinness Enfield 1987, ISBN 0-85112-492-5 (Die ersten beiden Auflagen wiesen als Autoren Peter Matthews und Ian Morrison aus, ab der dritten Auflage 1993 war Peter Matthews alleiniger Autor.).
- The Guinness International Who’s Who of Sport. Guinness Verlag Enfield 1993, ISBN 0-85112-980-3 (zusammen mit Ian Buchanan und Bill Mallon).
- All-Time Greats of British and Irish Sport. Guinness Verlag Enfield 1995, ISBN 0-85112-678-2 (zusammen mit Ian Buchanan).